# Fritz Müllener
Fritz Müllener (* 28. März 1891; † 30. Juli 1985 in Zollikofen) war einer der ersten Trainer der Schweizer Männer-Feldhandballnationalmannschaft. Daneben war er der kantonaler Turninspektor des Kanton Berns.

## Turner
Fritz Müllener war Mitglied des ST Bern und gewann den Kranz an  Turnfesten, im Kunstturnen und in den volkstümlichen Übungen (heute Leichtathletik). Er war Mitglied des TV Zollikofen.

## Lehrer
Seine erste Anstellung nach dem Patent war an der Primarschule Unterseen, danach in Bern. Später liess er sich als Turnlehrer an der Deutschen Hochschule für Leibesübungen in Berlin ausbilden. 1924 begann er im Seminar Hofwil als Turnlehrer zu arbeiten, dort brachte er den Schülern das Feldhandballspiel bei. An der Universität Bern war er zwischen 1931 und 1943 Turnlehrer für die Lehramtsschule.
1942 schuf der Grosse Rat des Kanton Berns das Amt des Turninspektors. 20 Jahre war Müllener Turninspektor.

## Sportfunktionär
Er war Mitglied des Eidgenössischen Turnvereins.
Fritz Müllener war zwischen 1939 und 1945 erster Präsident des Schweizerischer Handballausschusses.

## Militär
Er war Oberst in der Schweizer Armee. Im Zweiten Weltkrieg schuf er das Armee-Turnprogramm. Er fungierte als Chefexperte der Turnprüfungen und war Förder des turnerischen Vorunterrichtes.

## Erfolge

### Turner
- Kranz im Kunstturnen und in der Leichtathletik[3]

### Handballtrainer
- Bronzemedaille mit der Schweizer Männer-Feldhandballnationalmannschaft bei den Olympischen Sommerspielen 1936.

## Ehrungen
- 1929: Ehrenmitglied Berner Kantonalturnvereins
- 1941: Ehrenmitglied des Eidgenössischen Turnvereins[1]
- Ehrenmitglied des Eidgenössischen Leichtathletikverbandes[8]
- 1975: Ehrenmitglied des Schweizerischer Handball-Verbandes, unter den ersten sieben.[9]